# Böshorn
El Böshorn és una muntanya de 3.268 metres situada als Alps Penins a Suïssa.